# Hurrikan Agnes
Hurrikan Agnes war der zweite Sturm der Atlantischen Hurrikansaison 1972. Obwohl er mit Windgeschwindigkeiten bis 140 km/h in die vergleichsweise niedrige Kategorie 1 der SSHS-Einteilung fällt, starben 128 Menschen durch direkte Sturmauswirkungen. Die Sachschäden summierten sich allein in den Vereinigten Staaten auf die zu diesem Zeitpunkt höchste je durch einen Hurrikan verursachte Schadenssumme von mindestens 3,1 Milliarden US-Dollar. Besonders stark betroffen waren die US-Bundesstaaten Pennsylvania, Maryland und Virginia, wo der Sturm massive Überschwemmungen auslöste.

## Sturmverlauf

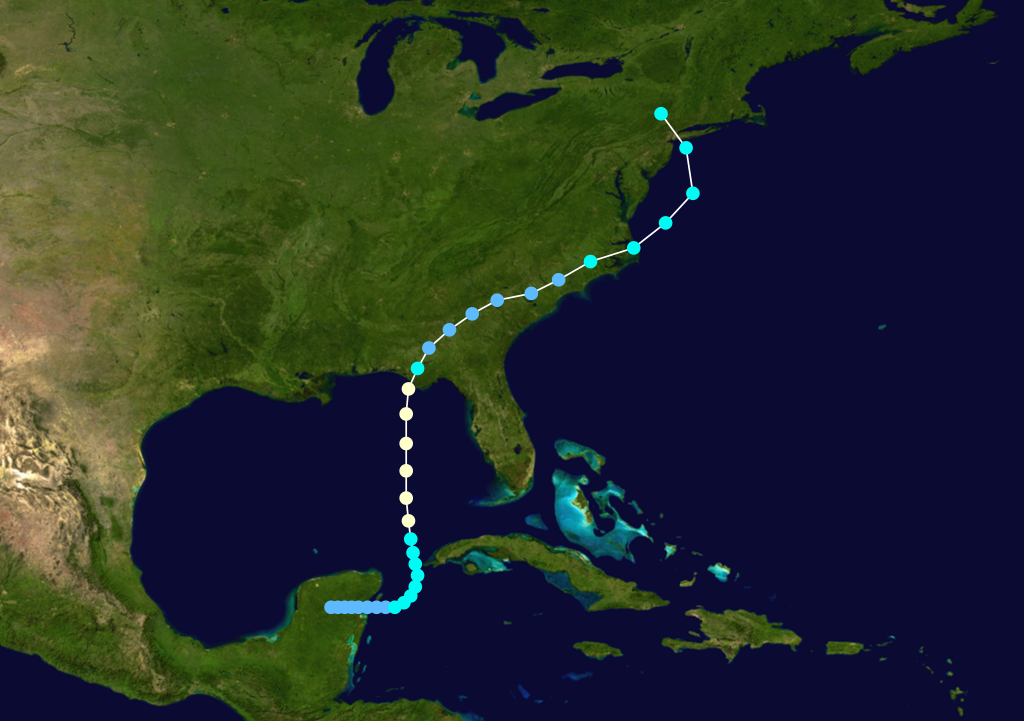
Verlauf des Sturms. Die Farben der Punkte zeigen die Intensität gemäß SSHS.

In der westlichen Karibik begünstigten Tiefdruckgebiete Anfang Juni 1972 die Bildung tropischer Wirbelstürme (Zyklogenese). Ab dem 11. Juni 1972 entstand zwischen Yucatán und Florida eine barokline Zone, als eine Kaltfront mit Höhentrog über Südflorida Richtung Bahamas zog und am 14. Juni ein Tiefdruckgebiet bei Cozumel verursachte. Dieses zog ab dem 15. Juni mit Böen von bis zu 40 Knoten westwärts und erreichte in der Nacht auf den 16. Juni Wirbelsturmstärke. In den frühen Morgenstunden des 16. Juni erhielt der wachsende Sturm den Namen Agnes. Am selben Tag änderte der Sturm langsam seine Richtung von ost- zu nordwärts und bewegte sich in die Yucatánstraße.
Östlich des Sturmzentrums, zunächst etwa 450 nautische Meilen südsüdöstlich der Bermudainseln, entstand zugleich ein weiteres Tiefdruckgebiet. Dieses hatte über die nächsten Tage Bestand und führte Agnes über Konvektion große Mengen feuchter Luft zu. Am 17. Juni passierte der tropische Sturm Kuba vor dessen Westküste.
Am 18. Juni 1972 erreichte der Sturm über dem Golf von Mexiko mit Windgeschwindigkeiten von bis zu 85 mph (140 km/h) Hurrikanstärke. Die Kraft des Sturm ließ in den Morgenstunden des 19. Juni etwas nach, doch traf er im Laufe des Tages noch mit Windgeschwindigkeiten von bis 75 mph (120 km/h) bei Port St. Joe im Nordwesten Floridas auf Land und zog weiter Richtung Nord-Nordost.
Über dem US-Bundesstaat Georgia klang der Sturm am 20. Juni 1972 zu einem tropischen Tief ab, das weiter Richtung Nordost zog. Die Wetterbedingungen über dem Westatlantik führten jedoch dazu, dass Agnes wieder verstärkt wurde und direkt westlich des ursprünglichen Sturmkerns ein weiteres Tiefdruckgebiet entstand. Beide zogen nach North Carolina und erreichten dort am 21. Juni wieder die Stärke eines tropischen Sturms. Während Agnes bei Norfolk wieder das Meer erreichte, verblieb das zweite Tiefdruckgebiet in Virginia und Maryland über Land. Beide bewegten sich mit schweren Regenfällen und Windgeschwindigkeiten bis 70 mph (110 km/h) weiter Richtung Nordosten, wo das Zentrum von Agnes am Abend des 22. Juni bei Long Beach im Bundesstaat New York wieder Land erreichte.
In der Nacht vom 22. auf den 23. Juni vereinigten sich das schwächer gewordene ursprüngliche Tiefdruckgebiet und das zweite Tiefdruckgebiet. Dieses zog nordwärts nach Pennsylvania, wo vor allem am 23. Juni schwere Regenfälle auftraten. Das Tiefdrucksystem zog weiter Richtung Nordosten, wobei am 24. Juni ein Tornado in Maniwaki in Québec ausgelöst wurde. Der weitere Verlauf des Sturms führte über die Kap-Breton-Insel zurück über den Atlantik, wo er schließlich am 6. Juli 1972 südöstlich von Island mit einem stärkeren Tiefdruckgebiet verschmolz.

## Vorbereitungen
Der nationale Wetterdienst der Vereinigten Staaten gab am 17. Juni 1972 erste Sturmwarnungen für die Floridastraße und Florida Keys heraus. Am Folgetag wurden auch Warnungen für den Nordwesten Floridas verteilt, die im Laufe des Tages konkretisiert wurden. Nach Veröffentlichungen der American Meteorological Society sei der Verlauf des Sturms vor der Küste Floridas und sein Auftreffen auf das Festland außergewöhnlich exakt vorausgesagt worden. Am 18. bzw. 19. Juni wurden auch eine Hurrikanwarnung für Südgeorgia sowie Hochwasserwarnungen für Gebiete in Nordflorida und Südgeorgia veröffentlicht. Für weiter nördlich gelegene Bundesstaaten gab der nationale Wetterdienst zwar ebenfalls Vorhersagen und Hinweise auf schwere Niederschläge heraus, doch wurden Umfang und Art im Nachgang als zu verhalten und zu ungenau kritisiert.

## Auswirkungen

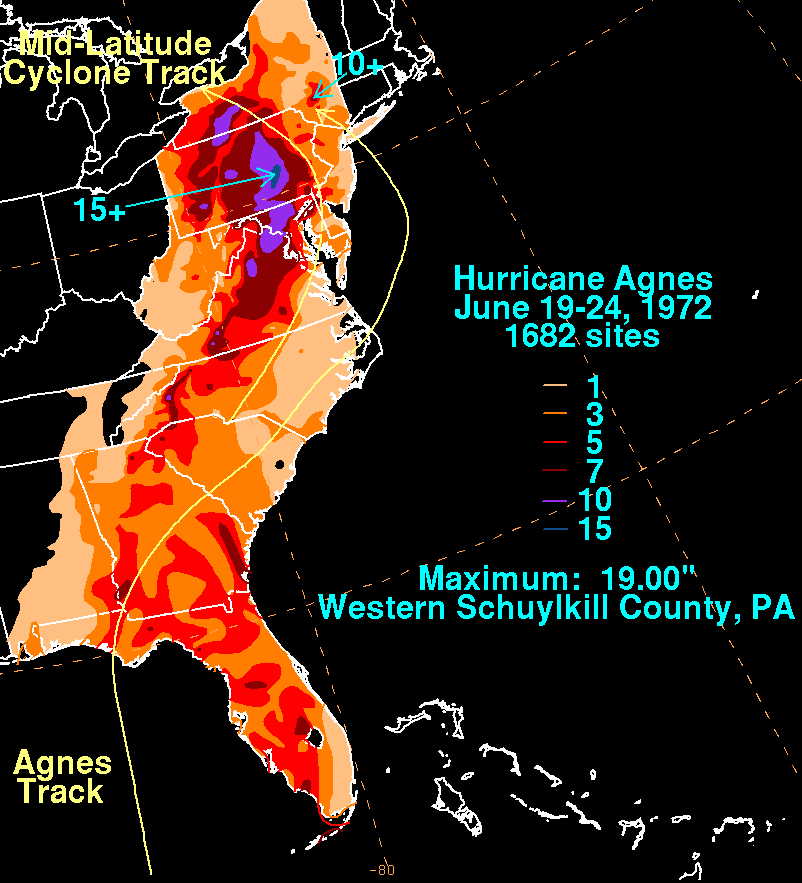
Räumliche Verteilung und Intensität der Niederschläge in den USA während Hurrikan Agnes

Ein Großteil der Todesopfer und Schäden infolge von Hurrikan Agnes wurden durch Überschwemmungen infolge der starken Regenfälle verursacht. Ähnlich wie bei Hurrikan Diane im Jahr 1955 wurden die Auswirkungen der starken Niederschläge im Nordosten der USA dadurch verstärkt, dass die oberflächennahen Böden vielerorts bereits durch vorangegangene Regenperioden stark gesättigt waren und daher wenig weiteres Wasser speichern konnten.

### Kuba
In der Provinz Pinar del Río im Westen Kubas wurden am 17. Juni 1972 etwa 7900 Personen vorbeugend aus ihren Häusern evakuiert. Dennoch gelten, je nach Quelle, zwischen sieben und 16 Personen als verstorben oder vermisst, überwiegend im Zusammenhang mit Überschwemmungen. Mindestens 97 Gebäude wurden durch Ausläufer des westlich der Insel vorbeiziehenden Sturms zerstört, weitere 270 beschädigt. Zudem wurden umfangreiche Ernteschäden durch die Niederschläge gemeldet.

### Vereinigte Staaten
In den Vereinigten Staaten führte Hurrikan Agnes zu 119 Todesopfern, rund 395000 evakuierten Personen und Sachschäden in Höhe von mindestens 3,1 Milliarden Dollar.

#### Florida
An der Westküste Floridas verursachte Agnes am 18. und 19. Juni 1972 hohen Seegang. In Cedar Key wurden Wellenhöhen von bis zu 2,1 m über dem üblichen Niveau verzeichnet, in Apalachicola von bis zu 2 m. In Alligator Point, östlich von Apalachicola, wurden am 19. Juni 16 küstennahe Häuser durch Wellen zerstört. Regenfälle gingen über ganz Florida nieder. Die größten Niederschlagsmengen wurden mit 228 mm in Naples und 214 mm in Big Pine Key registriert.
Die höchste aufgezeichnete Windgeschwindigkeit in Florida lag bei 111 km/h, wie am 19. Juni durch das Kennedy Space Center vermerkt. In anderen Regionen lagen die Spitzenwerte zwischen 60 und 70 km/h. Infolge des Hurrikans bildeten sich am 18. und 19. Juni mindestens 15 Tornados in Florida. In den frühen Morgenstunden des 18. Juni zerstörte oder beschädigte einer dieser Tornados 50 Mobilheime in Taylor Creek, wobei sechs Menschen starben. Am Abend desselben Tags starb eine Frau in Fort Denaud, als ein Tornado ihr Mobilheim zertrümmerte. Am Folgetag führte ein weiterer Tornado zu hohen Sachschäden auf Merritt Island an der Ostküste Floridas, indem 44 auf dem Merritt Island Airport abgestellte Flugzeuge demoliert wurden.
Insgesamt führte die Kombination aus hohem Seegang, starken Niederschlägen, Windböen und Tornados zu neun Todesopfern in Florida. Mehrere Dutzend Menschen erlitten Verletzungen. 177 Mobilheime und 96 Gebäude wurden vollständig zerstört, zahlreiche weitere beschädigt. Der gesamte durch Agnes in Florida verursachte Sachschaden wurde durch das National Hurricane Center mit Stand 1. Dezember 1972 auf 8,243 Millionen Dollar geschätzt. Das National Climatic Data Center ging im selben Jahr von weitaus höheren Schäden von bis zu 40 Millionen Dollar aus.

Sachschäden infolge von Hurrikan Agnes in Key West, Florida
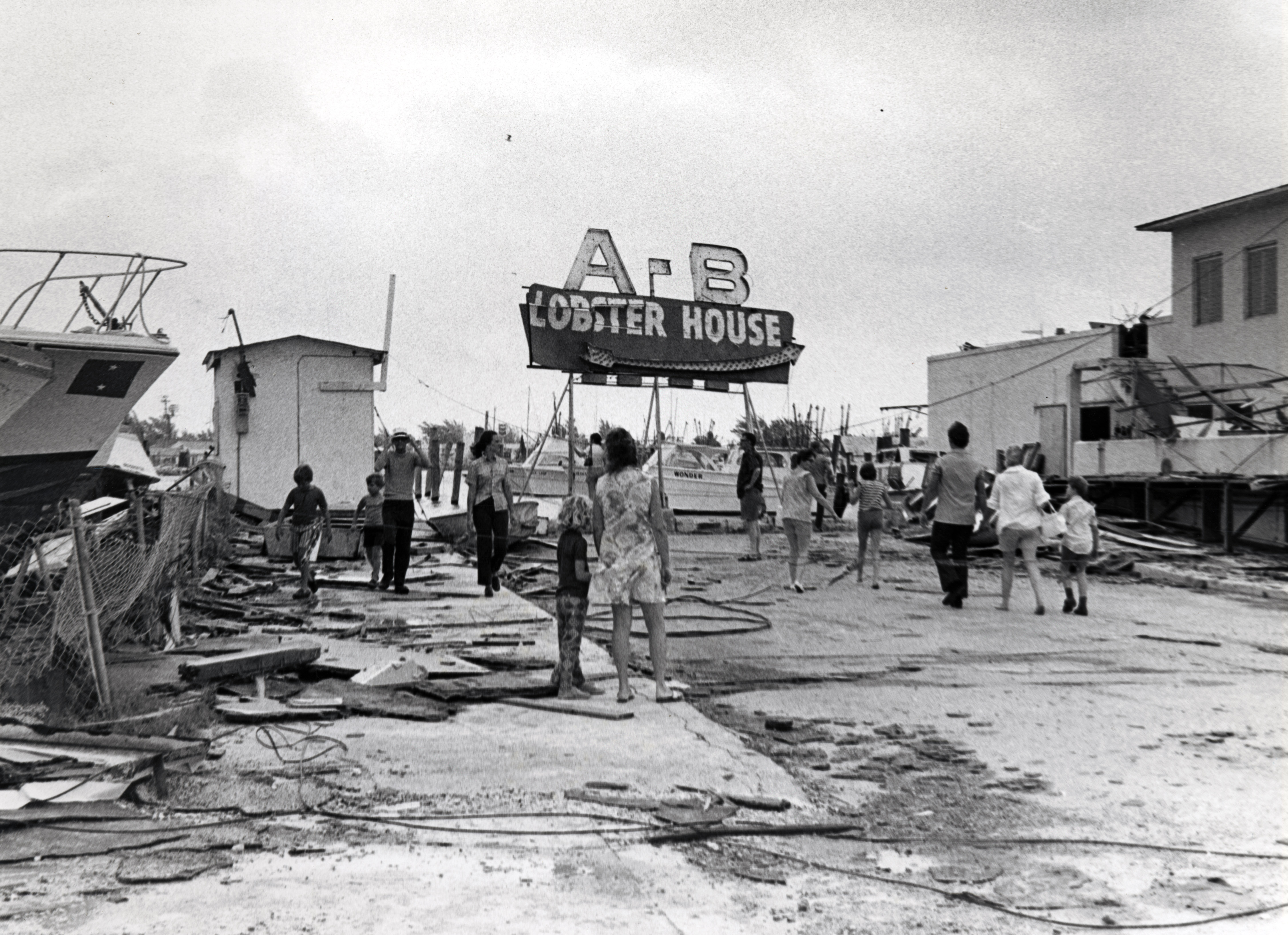
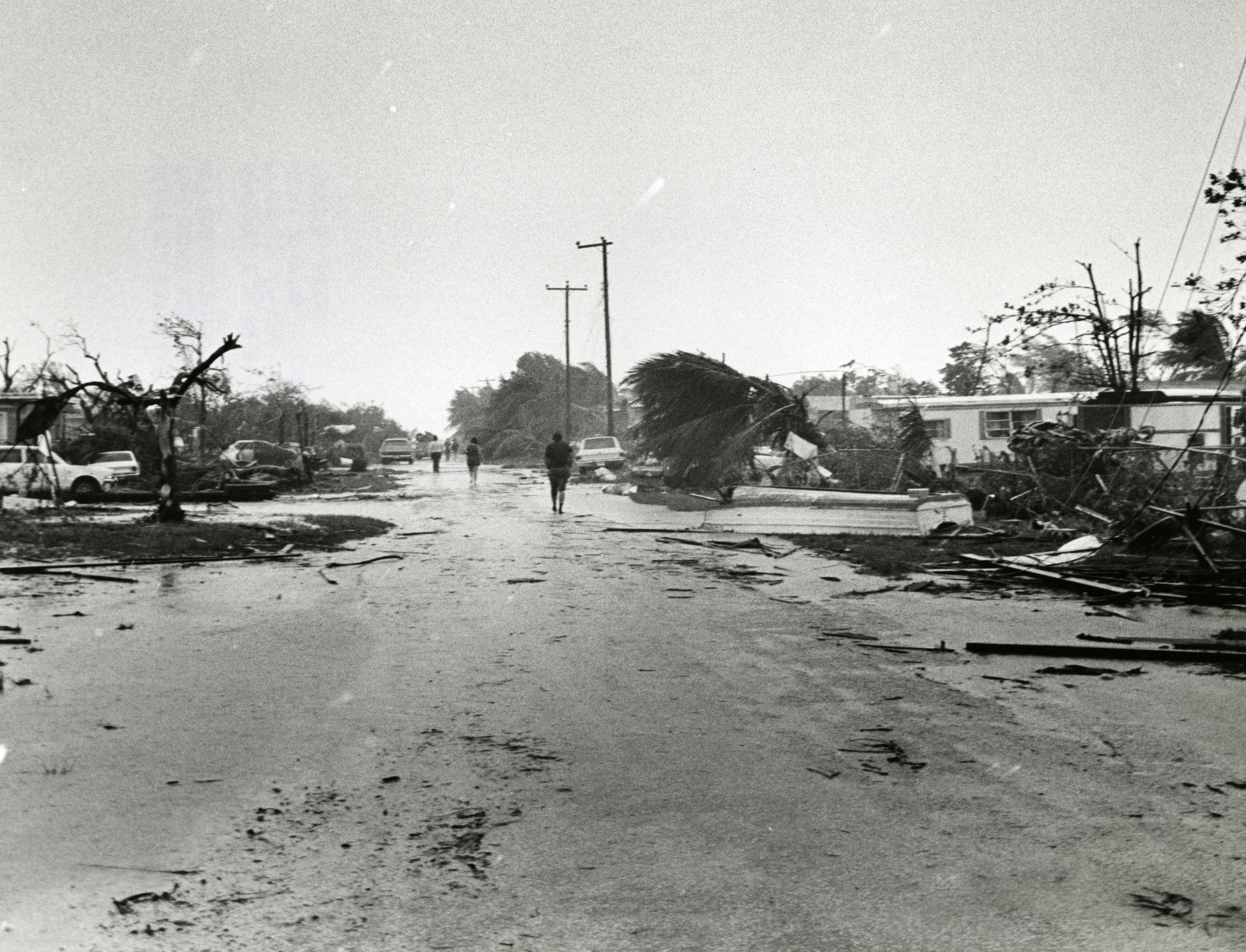
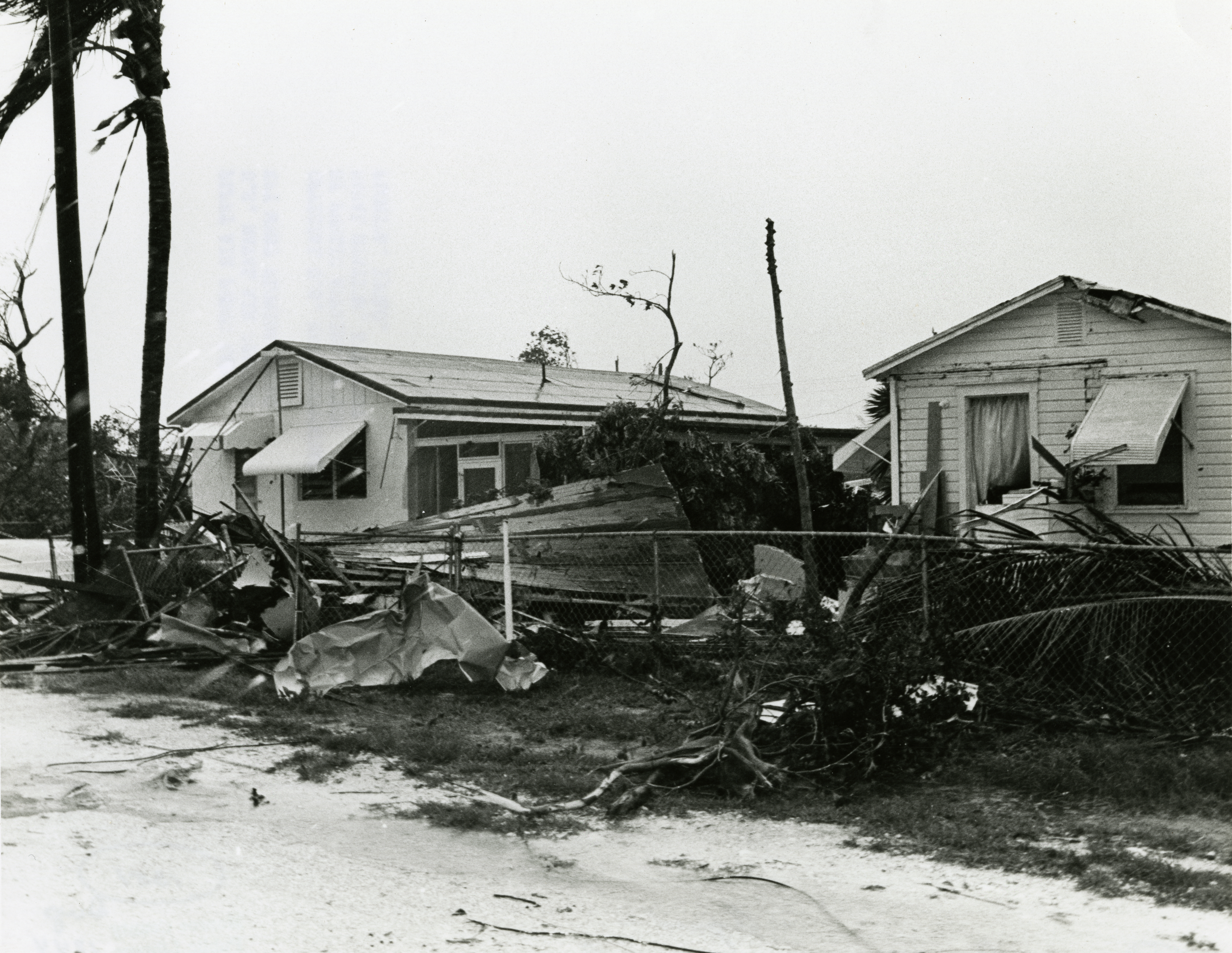

#### Georgia, Alabama, South und North Carolina
In den nördlich von Florida gelegenen Bundesstaaten Georgia und Alabama waren die Auswirkungen von Hurrikan Agnes vergleichsweise harmlos. In beiden Bundesstaaten wurden geringere Niederschlagsmengen als in Florida verzeichnet, mit jeweils am 19. Juni erreichten Spitzen von 195 mm in Headland, 115 mm in Albany sowie je 100 mm in Savannah und Dothan. In Georgia bildeten sich am selben Tag zwei Tornados, die eine Person verletzten und insgesamt etwa 275000 Dollar Sachschäden verursachten. Das National Hurricane Center geht von geringeren Schäden in Höhe von 205000 Dollar aus.
South Carolina verzeichnete am 20. und 21. Juni stärkere Regenfälle mit Niederschlagsmengen von bis zu 240 mm, die Überschwemmungen an mehreren Flüssen, beispielsweise dem Pee Dee River und dem Reedy River, auslösten. Das National Hurricane Center nimmt für South Carolina Sachschäden von 50000 Dollar an.
Auch in North Carolina führte Agnes vom 19. bis zum 23. Juni 1972 zu schweren Regenfällen, vor allem im Westen des Bundesstaats. Ferner wurden vor allem am 20. und 21. Juni hohe Windgeschwindigkeiten verzeichnet. Zwei Männer starben in Überschwemmungen, eine Frau erlitt Verletzungen als ihr Mobilheim durch Windböen beschädigt wurde. Durch Wasser und Wind entstanden Sachschäden in Höhe von mindestens 6,6 Millionen Dollar.

#### Virginia, Washington, D.C., und West Virginia
Virginia erreichte der Sturm Agnes am 20. Juni 1972. Bis zum 24. Juni gingen starke Regenfälle über dem gesamten Bundesstaat nieder, die verstärkt durch starke Niederschläge an vorangegangenen Tagen zu umfangreichen Überschwemmungen führten. Mehrfach wurden dabei historische Höchstmarken übertroffen. So erreichte beispielsweise der James River in Richmond den höchsten Stand seit Mai 1771. In Richmond starben am 21. Juni vier Personen, als ihr Auto in den James River abrutschte. In anderen Teilen des Bundesstaats führten die Überschwemmungen zu sieben weiteren Todesfällen.
Zeitweise waren in Virginia Straßenabschnitte mit einer Gesamtlänge von rund 970 km überschwemmt. 95 Häuser und 125 Mobilheime wurden vollständig zerstört, tausende beschädigt. Die Sachschäden beliefen sich auf mindestens 125,9 Millionen Dollar.

Überschwemmungen nach Hurrikan Agnes in Virginia
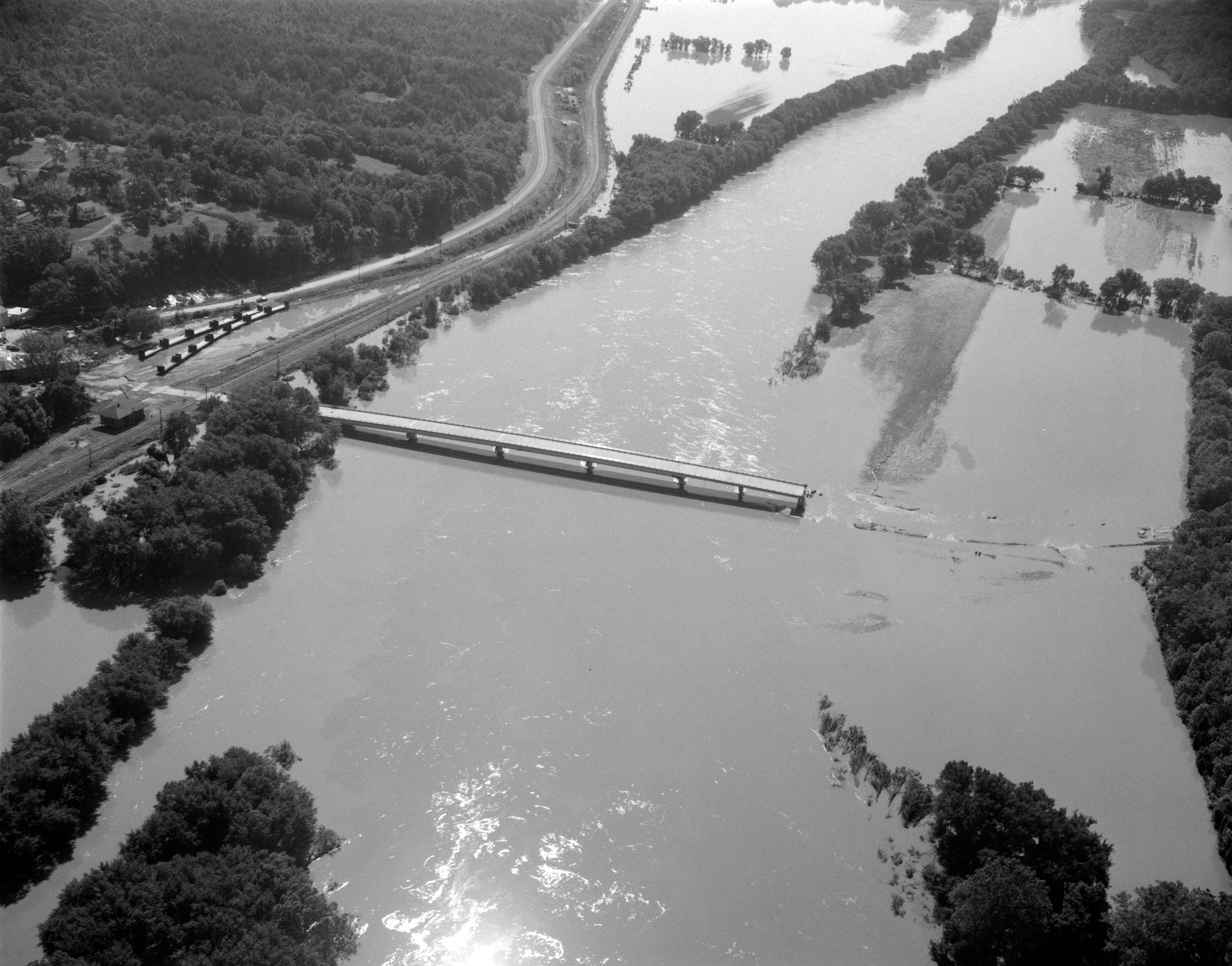
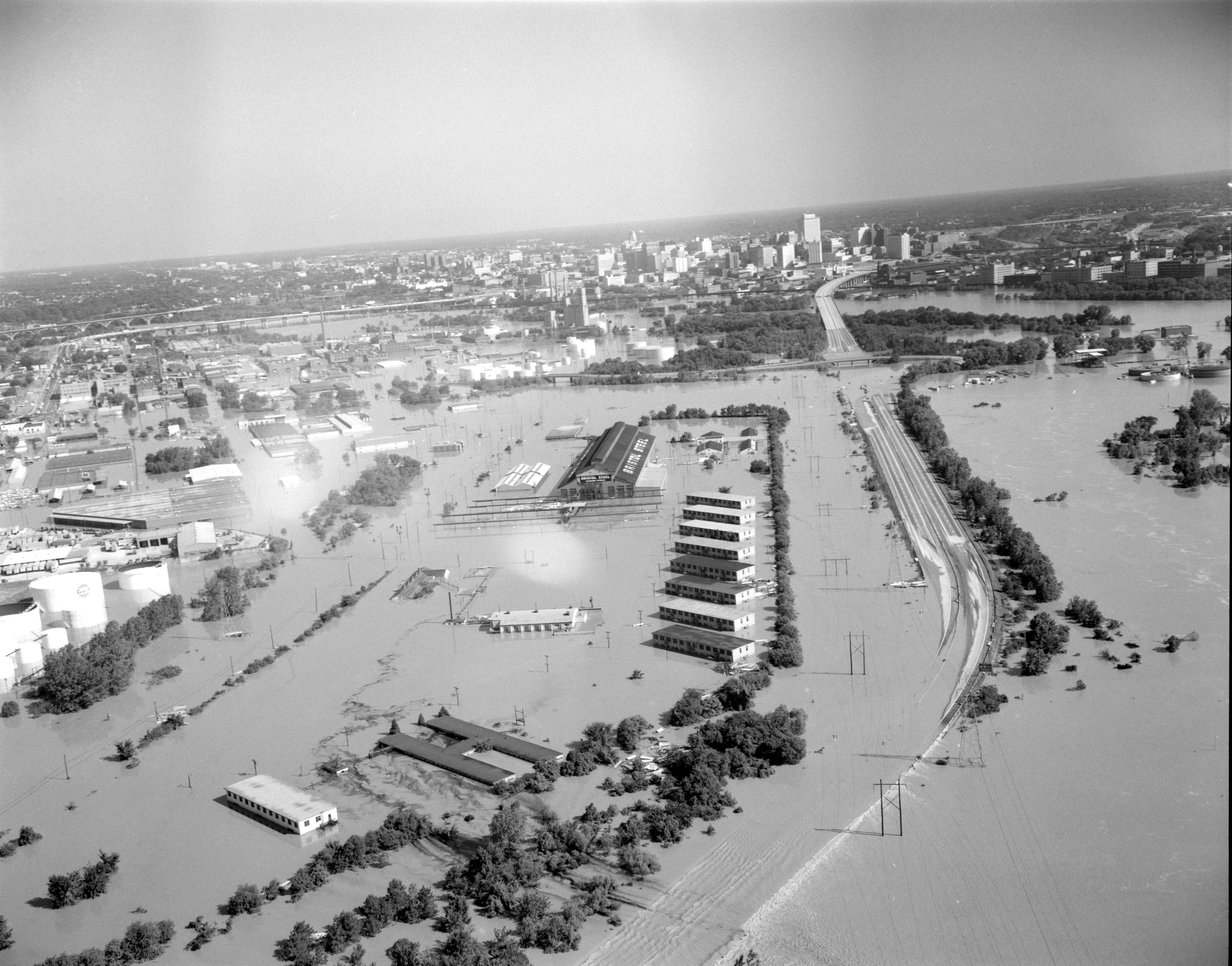
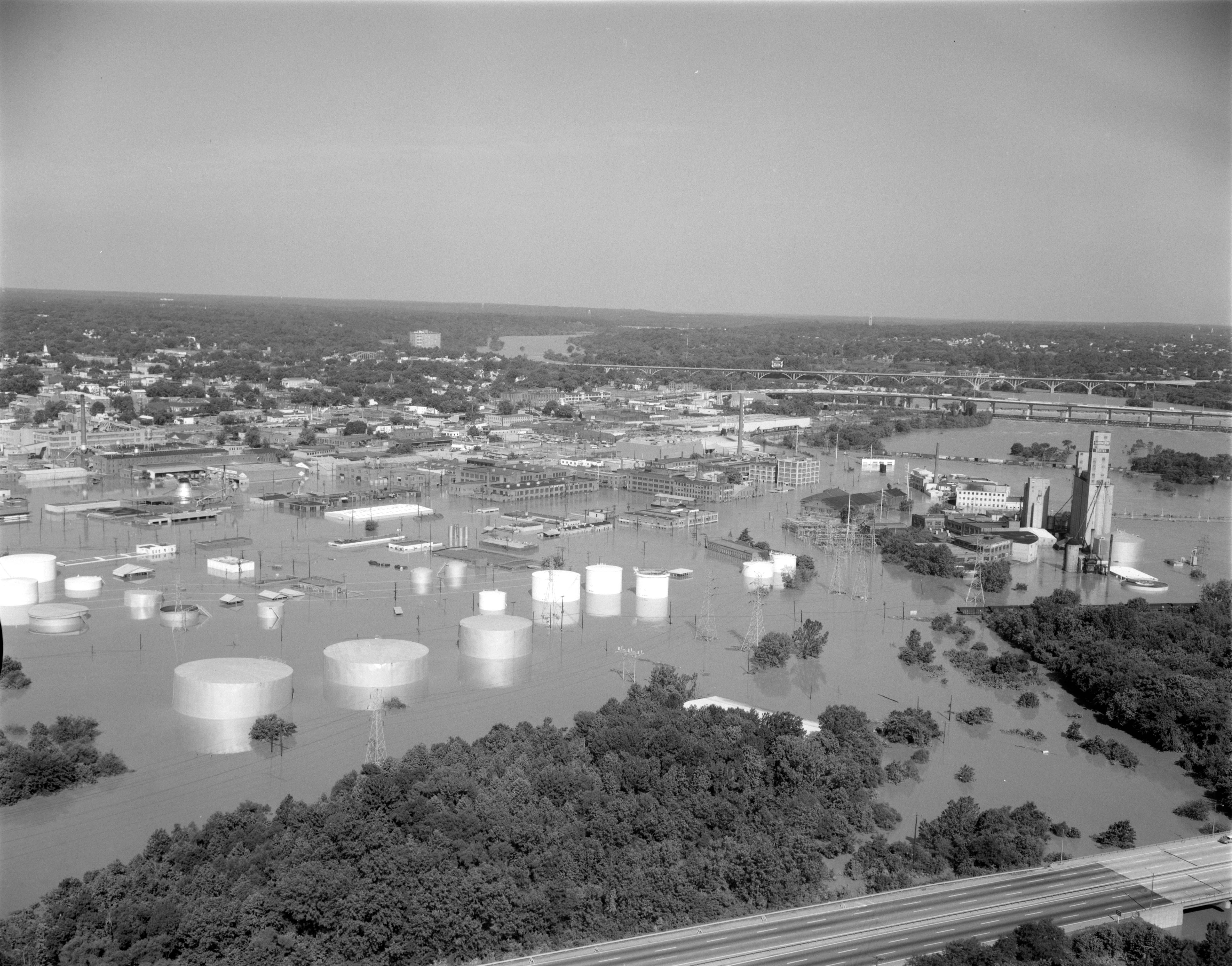

Auch in Washington, D.C. kam es zu Überschwemmungen. Der Wasserstand des Potomac River lag in Georgetown mehr als zwei Meter über dem üblichen Niveau.
In West Virginia wurden geringere Niederschläge als in Virginia verzeichnet, doch traten auch dort vor allem im Osten und Norden des Bundesstaats Überschwemmungen auf. 108 Gebäude und 118 Mobilheime wurden zerstört, 1558 weitere Gebäude beschädigt. Es wurden Sachschäden in Höhe von 7,8 Millionen Dollar registriert.

#### Maryland und Delaware
Auch über Maryland gingen schwere Regenfälle nieder, die zusammen mit weiter landeinwärts fallenden Niederschlägen ab 22. Juni 1972 zu weitreichenden Überschwemmungen führten. Besonders betroffen war das Tal des Patapsco River, dessen üblicher Pegel stellenweise um zwölf Meter überschritten wurde. Etwa 900 Personen wurden aus ihren Häusern evakuiert, teilweise unter Beteiligung der Nationalgarde. In Baltimore starben am 22. Juni 1972 drei Kinder in einem Auto, das in den Fluss geschwemmt worden war. Insgesamt führte Hurrikan Agnes in Maryland zu 19 Todesfällen und einem Sachschaden von mindestens 110 Millionen Dollar.
Der Conowingo-Staudamm im Susquehanna River erreichte am 23. Juni trotz der Öffnung aller 53 Fluttore seinen bis dato höchsten Füllstand. Das Kraftwerk am Staudamm wurde evakuiert und Sprengstoff an einem Wehr platziert, um die Durchflussmenge zur Entlastung des Bauwerks erhöhen zu können. Der Damm hielt dem Wasserdruck jedoch stand und nach dem 24. Juni sank der Pegel wieder unter das kritische Niveau.
Im benachbarten Delaware waren die Niederschläge im Vergleich zu Maryland oder auch Virginia weniger intensiv, aber dennoch heftig. Das Maximum von 190 mm wurde in Middletown gemessen. Es kam auch in Delaware zu einem Todesfall durch den Sturm.

#### Pennsylvania

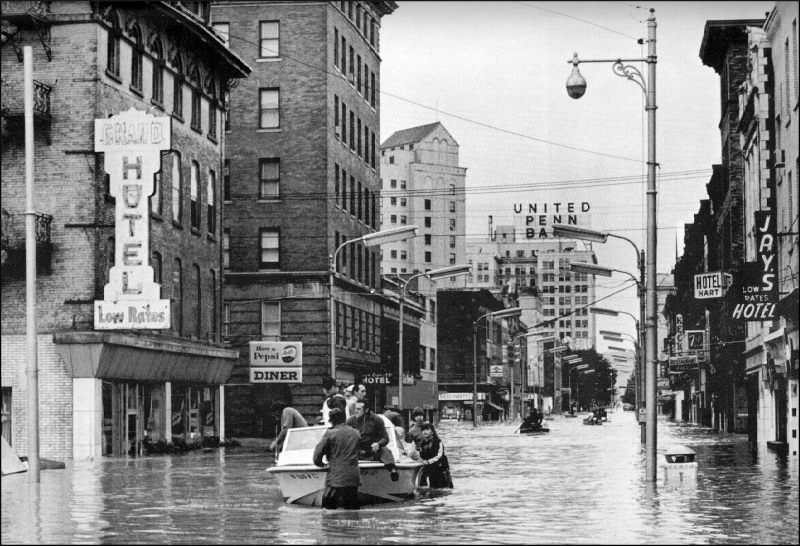
Überschwemmung in der Innenstadt von Wilkes-Barre

Der Bundesstaat Pennsylvania, insbesondere im Nordosten, war stark von Hurrikan Agnes betroffen. Im gesamten Bundesstaat wurden vom späten Abend des 20. Juni bis zum 25. Juni 1972 starke Regenfälle verzeichnet, nahezu überall mehr als 180 mm Niederschlag. In Teilen des Schuylkill County wurden 480 mm Niederschlag verzeichnet. Dies führte zu massiven Überschwemmungen, die mehr als 100000 Personen unmittelbar zwangen, ihre Häuser und Wohnungen zu verlassen und für 50 Todesfälle sowie Sachschäden in Höhe von mindestens 2,12 Milliarden Dollar verantwortlich waren.
Massiv mehr Wasser führten unter anderem der Allegheny River, Susquehanna River und Schuylkill River. Letzterer erreichte in Reading einen Wasserstand von 9,6 m über Normalniveau. Historische Hochwasserstände führten am 24. Juni 1972 jedoch auch kleinere Flüsse, etwa der Brandywine Creek, der im Delaware County eine Höchstmarke von fünf Metern über dem üblichen Niveau erreichte.
Besonders stark war das Luzerne County im Wyoming Valley betroffen, das vom Susquehanna River gequert wird. Alleine in diesem County wurden mehr als 25000 Gebäude zerstört oder beschädigt, ebenso Verkehrs- und Energieversorgungsinfrastruktur. Die Schadenssumme belief sich auf eine Milliarde Dollar. Mit einem Wasserstand von 12 m hatte der Susquehanna River am 23. Juni 1972 zahlreiche Deiche überlaufen, so dass unter anderem ein Großteil von Wilkes-Barre, Kingston und der flussauf- bzw. -abwärts gelegenen Nachbarorte überschwemmt wurde. Der Höchststand wurde am 24. Juni erreicht, doch dauerte es an den meisten Orten mehrere Tage, bis das Wasser wieder aus den überschwemmten Gebieten ablaufen konnte.

#### New York
Obwohl das Zentrum des Sturms Agnes im Süden des Bundesstaats New York ein zweites Mal auf Land zurückkehrte und im gesamten Staat signifikante Niederschläge fielen, konzentrierten sich die Auswirkungen auf die Southern-Tier-Region. Dort wurden unter anderem große Teile der Städte Olean, Elmira und Corning überschwemmt. 24 Tote und Sachschäden in Höhe von mindestens 702 Millionen Dollar wurden verzeichnet. Massive Schäden entstanden an der Bahnstrecke der Erie-Lackawanna Railroad zwischen Binghamton und Hornell sowie mehreren Verbindungen der Penn Central in New York und Pennsylvania.
Der sieben Jahre zuvor fertiggestellte Kinzua-Staudamm am Oberlauf des Allegheny River milderte Auswirkungen unterhalb des Damms, verstärkte aber Überflutungen im flussaufwärts gelegenen Cattaraugus County. Der Stausee erreichte durch Agnes nahezu seine maximale Kapazität mit einem Wasserstand von 91 cm unterhalb der Oberkante des Damms.

Überschwemmungen in Elmira (New York) nach Hurrikan Agnes
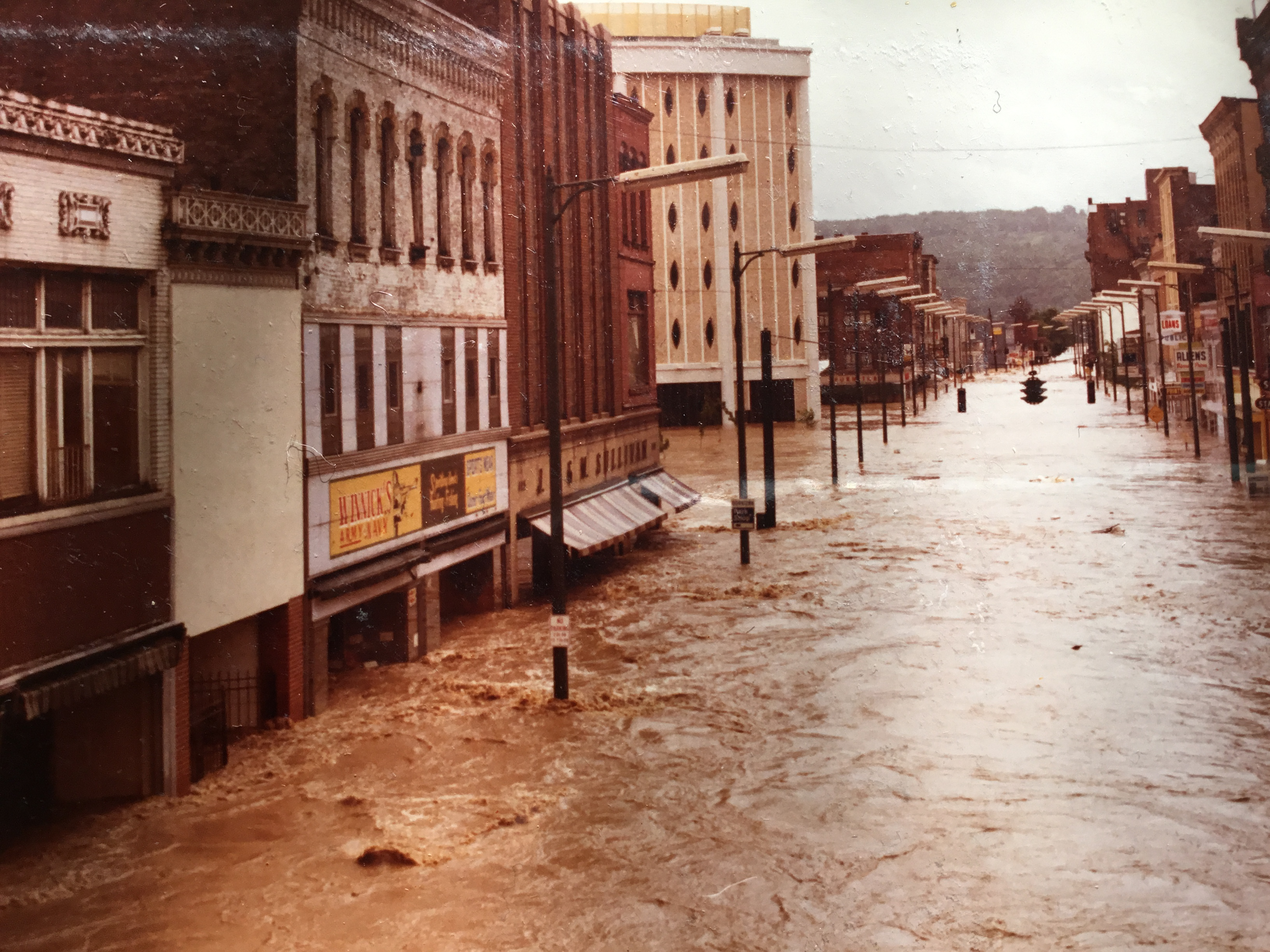
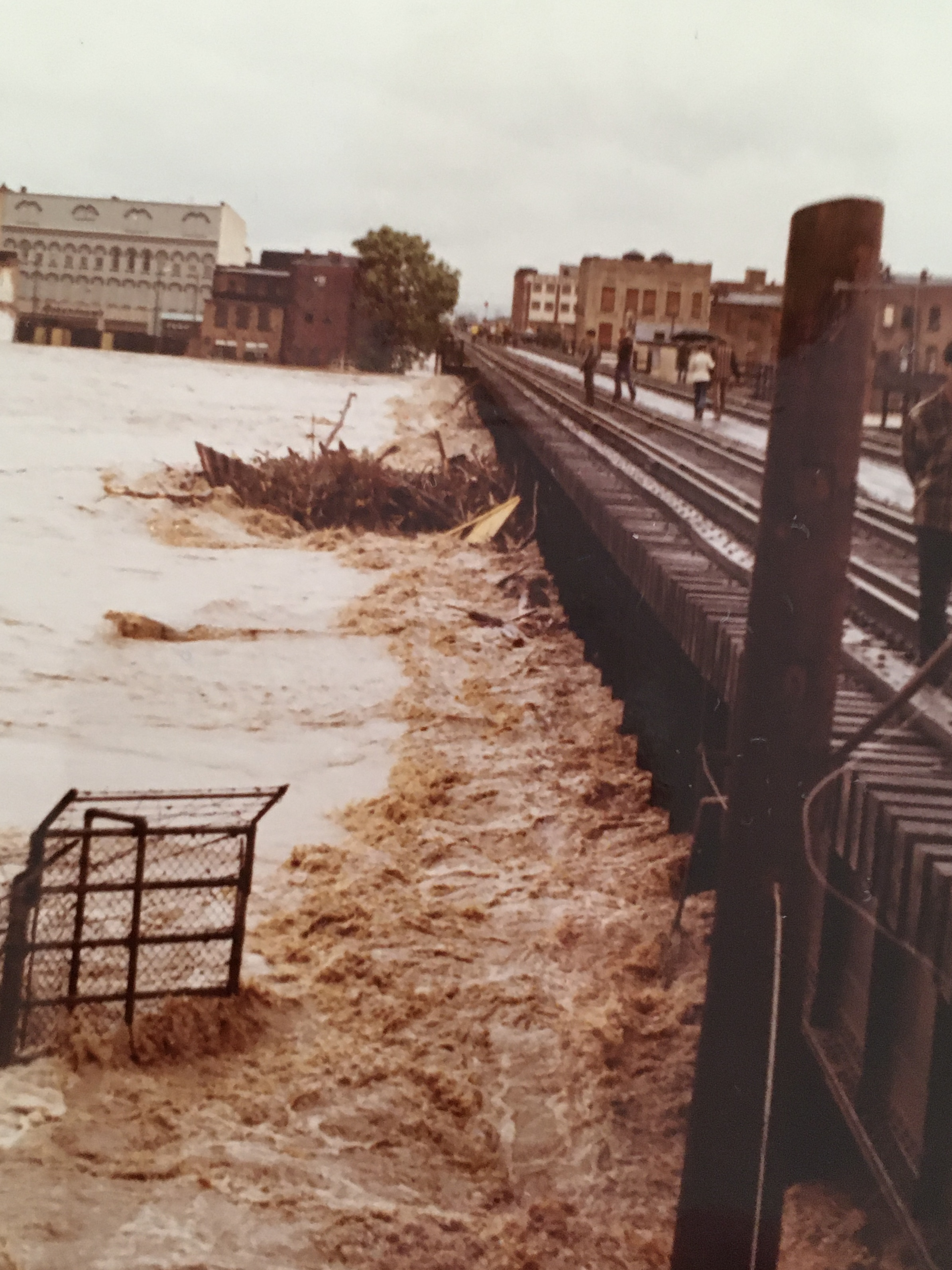
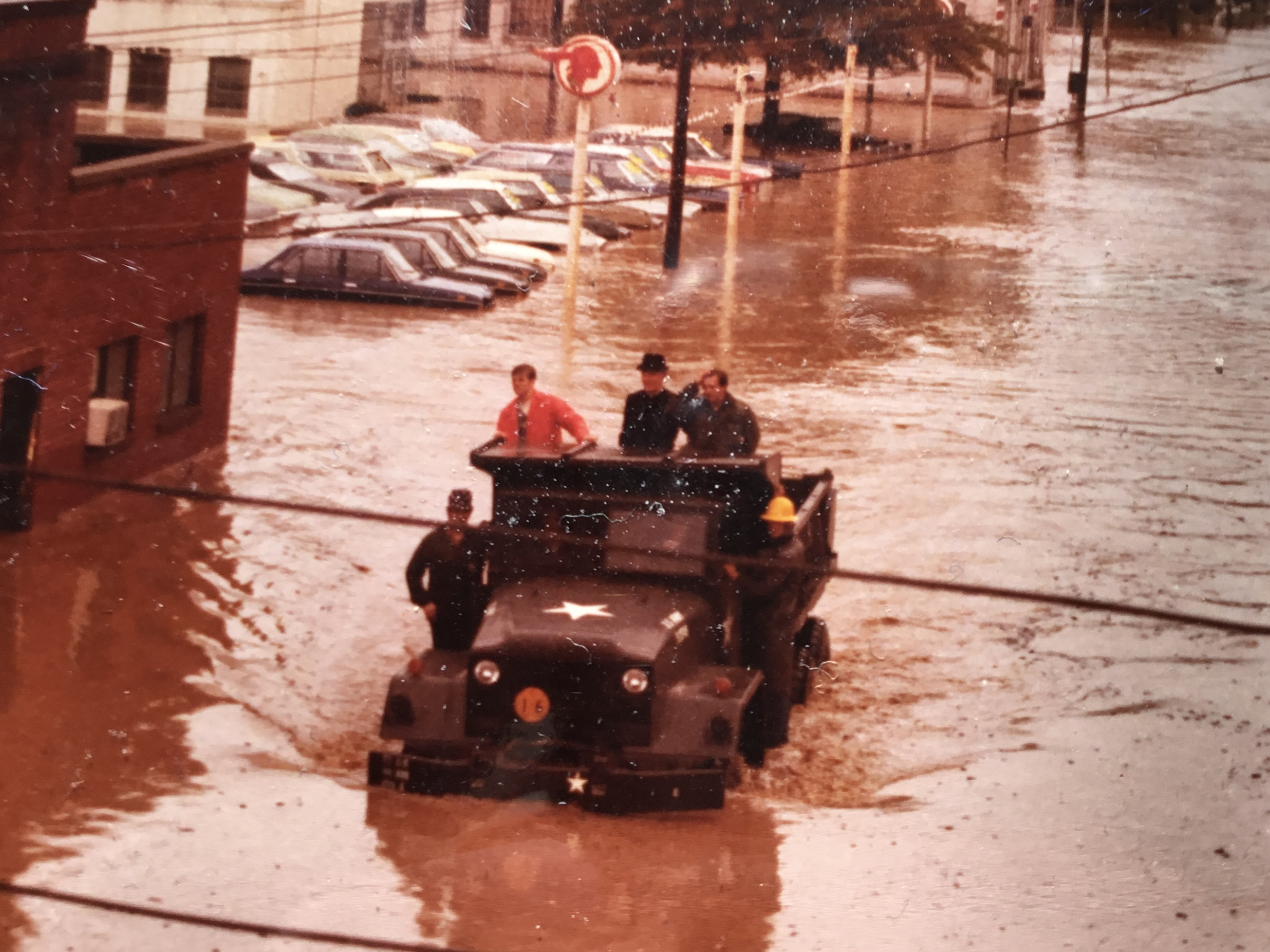

### Kanada
In Kanada führte der Sturm Agnes in den Provinzen Ontario und Québec am 24. und 25. Juni 1972 zu schweren Regenfällen und heftigen Windstößen. Lokale Überschwemmungen traten vor allem nahe der Erie- und Ontarioseen auf. In Maniwaki wurde am 24. Juni ein Tornado ausgelöst, der ein Mobilheim zerstörte, wobei zwei Menschen starben.

## Folgen

### Wiederaufbau
Präsident Richard Nixon erklärte infolge des Sturms große Teile von Florida, Virginia, Maryland, Pennsylvania und New York zu Katastrophengebieten, um die Bergung, Räumung und den Beginn des Wiederaufbaus zu beschleunigen. Unter Regie des United States Army Corps of Engineers wurde Ende Juni 1972 mit dem Bau befestigter Unterkünfte für die zahlreichen Personen begonnen, die nicht in ihre zerstörten oder stark beschädigten Häuser zurückkehren konnten. Hierfür wurden neben eigenen Ressourcen für 102,7 Millionen Dollar Aufträge an private Subunternehmer vergeben.
Die Koordination dieser und anderer Hilfs- und Wiederaufbaumaßnahmen übernahm ab August 1972 Frank Carlucci. Über das Gesetz Agnes Disaster Recovery Act of 1972 wurde die Vergabe von Darlehen an Geschädigte erleichtert. Insgesamt wurden 1,5 Milliarden Dollar aus einem Sonderbudget für Hilfsmaßnahmen bereitgestellt. Nach der Wiederwahl von Richard Nixon im November 1972 wurde der Umfang der Hilfsleistungen allerdings deutlich gekürzt.
Vereinzelt kam es zu Betrugsfällen im Zusammenhang mit Darlehen oder Subunternehmerleistungen. Ein prominenter Fall wurde 1977 verhandelt, als dem Unternehmer Louis DeNaples aus Scranton und drei Partnern die Fälschung von Rechnungen in Höhe von 525000 Dollar für Aufräumarbeiten vorgeworfen wurde. Das Verfahren endete mangels einstimmiger Jury-Entscheidung ohne Urteil, doch wurde 1982 einem der Beteiligten nachgewiesen, dafür über die Bufalino-Familie ein Jury-Mitglied bestochen zu haben.
Zudem hatte sich bereits während der Überschwemmungen gezeigt, dass die Koordination zwischen verschiedenen Rettungsorganisationen, anderen staatlichen Stellen und weiteren Beteiligten häufig mangelhaft war. Auch wurde von Betroffenen kritisiert, dass für Hilfsmaßnahmen für den Wiederaufbau häufig keine etablierten Strukturen bestanden. 1973 wurde die Katastrophenhilfe auf Bundesebene daher unter dem Dach des Ministeriums für Wohnungsbau und Stadtentwicklung neu organisiert und schließlich 1979 unter Präsident Jimmy Carter in der Federal Emergency Management Agency (FEMA) zusammengefasst.

### Damm- und Deichbau
Als direkte Konsequenz aus den massiven Überschwemmungen nach Hurrikan Agnes wurden bauliche Hochwasserschutzmaßnahmen konzipiert. So wurden beispielsweise in Wilkes-Barre und Kingston die bestehenden Deiche erweitert und um Flutmauern ergänzt. Diese 250 Millionen Dollar teuren Maßnahmen wurden erst im Januar 2003 vollständig abgeschlossen. 2011 hielten diese Anlagen dem durch den tropischen Sturm Lee verursachten Hochwasser stand, bei dem der Pegel des Susquehanna River noch über dem von 1972 lag.
Im Tioga County im Norden Pennsylvanias wurde nach Agnes mit dem Bau von Staudämmen im Tioga River und Crooked Creek begonnen. Das 180 Millionen Dollar teure Projekt wurde 1979 abgeschlossen. Die beiden über einen Kanal miteinander verbundenen Stauseen dienen unter anderem der Regulierung des Wasserstands der beiden mittelbaren Zuflüsse des Susquehanna Rivers.

### Ökologische Nachwirkungen
Die großen Wassermengen mit aufgeschwemmten Sedimente, Düngemitteln aus der Landwirtschaft und mitunter Giftstoffen aus der Industrie hatten weitreichende ökologische Nachwirkungen. So zerstörte der immense Zustrom von Süßwasser und Sedimenten in der Chesapeake Bay signifikante Teile der Salzwasser-Flora und -Fischbestände. Die durch Überfischung bereits stark dezimierten Austern- und Sandklaffmuschel-Populationen in der Bucht konnten sich auch fünf Jahrzehnte später noch nicht von den Nachwirkungen des Sturms erholen.

### Conrail
Hurrikan Agnes gilt als einer der Auslöser zur Gründung der staatlichen Bahngesellschaft Consolidated Rail Corporation (Conrail), die am 1. April 1976 unter anderem wesentliche Teile der Penn Central und Erie-Lackawanna übernahm. Diese Gesellschaften waren beide seit Jahren in finanziellen Schwierigkeiten, doch verstärkten die durch Agnes verursachten Kosten und Einnahmeausfälle sowohl die schwierige Finanzlage als auch die Suche nach Lösungen.

### Streichung des Namens
Aufgrund der zahlreichen Todesopfer und der hohen Schäden wurde der Name Agnes von der Namensliste für künftige Wetterereignisse (Namensvergabe für Wetterereignisse) gestrichen.